# Bahnstrecke Karlsruhe-Dammerstock–Karlsruhe West
| Streckennummer (DB): | 4226                 |                                           |                                           |
| Streckenlänge: | ca. 2,3 km           |                                           |                                           |
| Spurweite: | 1435 mm (Normalspur) |                                           |                                           |
| |                      |                                           |                                           |
| \| \| \| von Rastatt \| \| \| \| Karlsruhe-Dammerstock (Abzw) \| \| \| \| nach Karlsruhe Hbf und nach Karlsruhe Gbf \| \| \| \| von Karlsruhe Hbf \| \| \| \| von Karlsruhe Gbf \| \| \| \| Karlsruhe West \| \| \| \| nach Winden \| |                      |                                           |                                           |
| Strecke |                      | von Rastatt                               | von Rastatt                               |
| ehemalige Blockstelle |                      | Karlsruhe-Dammerstock (Abzw)              | Karlsruhe-Dammerstock (Abzw)              |
| Abzweig ehemals geradeaus und nach rechts |                      | nach Karlsruhe Hbf und nach Karlsruhe Gbf | nach Karlsruhe Hbf und nach Karlsruhe Gbf |
| Abzweig ehemals geradeaus und von rechts |                      | von Karlsruhe Hbf                         | von Karlsruhe Hbf                         |
| Abzweig geradeaus und von rechts |                      | von Karlsruhe Gbf                         | von Karlsruhe Gbf                         |
| Bahnhof |                      | Karlsruhe West                            | Karlsruhe West                            |
| Strecke |                      | nach Winden                               | nach Winden                               |

Die Bahnstrecke Karlsruhe-Dammerstock–Karlsruhe West, auch Dammerstocker Kurve genannt, war eine eingleisige, circa 2,3 km lange Verbindungskurve zwischen der Abzweigstelle Karlsruhe-Dammerstock an der Strecke Rastatt–Karlsruhe und dem Bahnhof Karlsruhe West an der Strecke Karlsruhe–Winden. Sie wurde 1944 eröffnet und 1966 stillgelegt.

## Geschichte
Während des Zweiten Weltkriegs führten die Alliierten immer wieder Luftangriffe auf die großen Bahnknoten in Deutschland durch, um den Nachschub für die Wehrmacht sowie die Kriegswirtschaft zu stören. Auch die Anlagen des Karlsruher Hauptbahnhofs und des Güterbahnhofs waren wiederholt Ziele dieser Angriffe. Als Gegenmaßnahme errichtete die Deutsche Reichsbahn im Jahr 1944 die Verbindungskurve zwischen dem Abzweig Dammerstock und dem Bahnhof Karlsruhe West. Diese erlaubte die Führung von Zügen in den Relationen Graben-Neudorf–Eggenstein–Karlsruhe West–Durmersheim–Rastatt sowie Ludwigshafen–Germersheim–Wörth–Karlsruhe West–Rastatt unter Umgehung des Hauptbahnhofs und des Güterbahnhofs.
Nach dem Zweiten Weltkrieg blieb die Strecke zunächst noch bestehen. Über sie wurden von der französischen Besatzungsmacht Züge geführt, um die beiden Teile ihrer Besatzungszone auf direktem Wege miteinander zu verbinden. Am 25. September 1966 wurde die Strecke stillgelegt und damit Platz für den Ausbau der Pulverhausstraße und den Bau der Landesstraße 605 geschaffen. Der Abschnitt entlang der Akazienstraße blieb noch bis in die 1990er Jahre als Ausziehgleis des Bahnhofs Karlsruhe West erhalten.
In den Bundesverkehrswegeplänen 1985 und 2003 war der Wiederaufbau der Verbindungskurve enthalten. Man versprach sich davon die Entlastung des Knotens Mannheim/Ludwigshafen vom Güterverkehr durch die linksrheinische Führung von Güterzügen rheinaufwärts bis Wörth und Weiterführung über Karlsruhe West–Dammerstocker Kurve–Rastatt nach Offenburg. Zu einer Realisierung der Pläne kam es jedoch nicht. Im Bundesverkehrswegeplan 2030 ist die Dammerstocker Kurve nicht mehr enthalten. Stattdessen wird der Neubau einer Bahnstrecke zwischen Mannheim und Karlsruhe geplant.

## Streckenführung

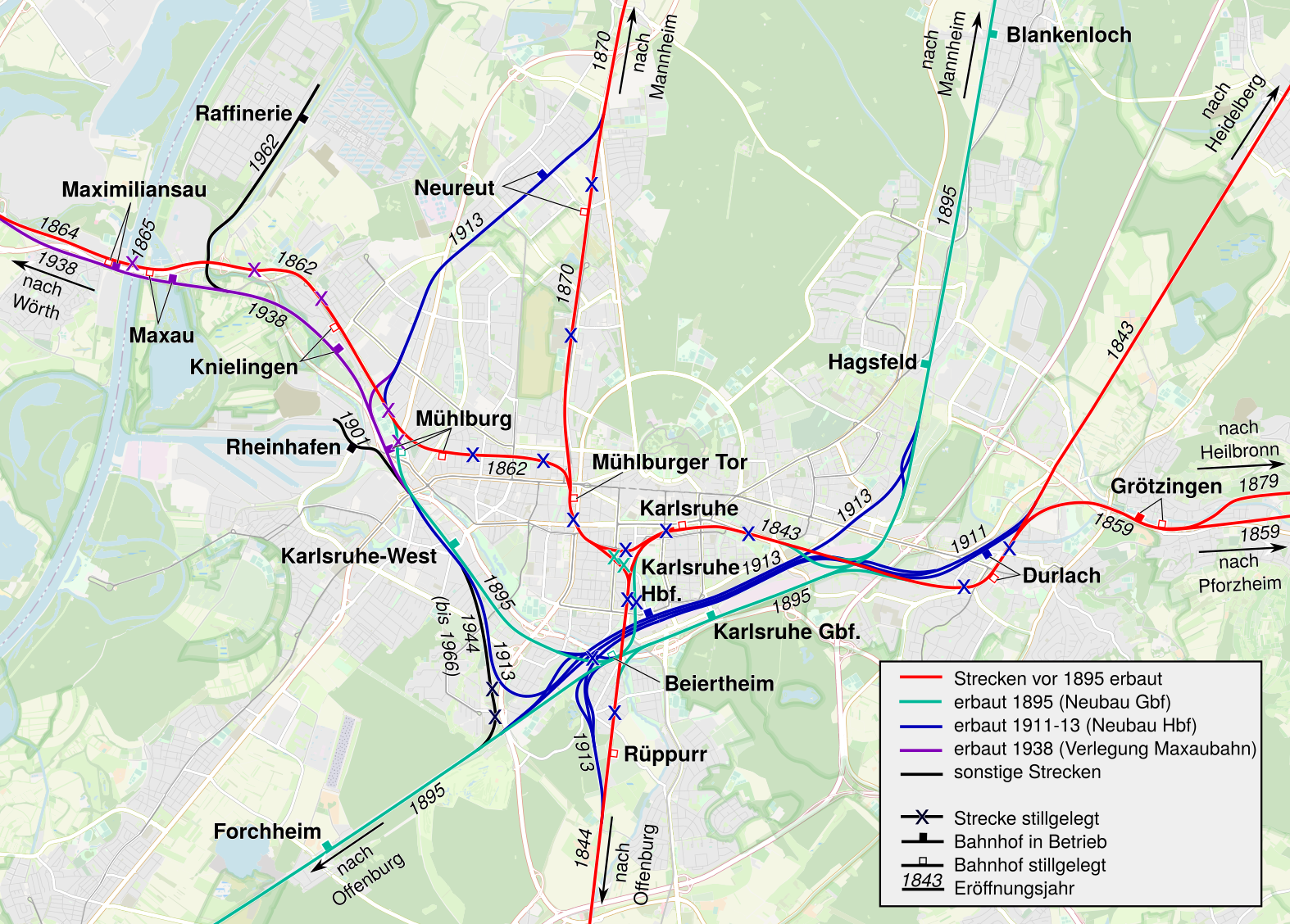
Entwicklung des Eisenbahnnetzes in Karlsruhe. Dammerstocker Kurve in schwarz in der linken Kartenhälfte.

Die Strecke verlief ebenerdig. Der Abzweig Karlsruhe-Dammerstock befand sich im heutigen Stadtteil Oberreut südlich der Straße Kleinoberfeld. Von hier aus wendete sich die Strecke nach Norden, führte zunächst entlang der heutigen Landesstraße 605 und folgte dann dem Bahndamm der Strecke Karlsruhe Hbf–Karlsruhe West auf seiner westlichen Seite bis zur Einmündung in den Bahnhof Karlsruhe West auf Höhe der Siedlerstraße. Trotz der Namensgleichheit befindet sich der Abzweig Karlsruhe-Dammerstock nicht im gleichnamigen Karlsruher Stadtteil.